# Albertet Cailla
Albert(et) Cailla o Calha, italianizzato in Alberto Quaglia (fl. XII-XIII secolo) è stato un giullare e trovatore albigese.

## Vita e opere
Secondo quando viene riportato nella sua vida, era "di scarso valore" ma amato dai suoi vicini e dalle donne locali. La sua vida ci dice che compose una buona canso e molti sirventes, ma solo un partimen sopravvisse. Non lasciò mai la regione dell'Albigese cosa insolita per un trovatore.
Viene riferito di Aimeric de Belenoi che, fastidiato dalle sue giullerie, esorta la contessa di Provenza, Agnesina di Saluzzo, la contessa Beatrice sua cugina, signora di Massa, e la contessa del Carretto, che avevano seguito in Provenza Beatrice di Savoia a "scacciare e a punire quell'insolente di Albert Cailla, autore di satire contro le donne".
Ad Albertet viene attribuita una tenso (tra due donne, una giovane e una vecchia) in almeno due canzonieri (mss I e K), e un sirventese (mss I, K e d), Aras, quan plou e yverna, di Bertran de Preissac.

## Identificazione dell'origine
Dallo Spotorno sappiamo che "Alberto Quaglia, da' provenzali [era] detto Cailla, e Caille dai francesi"; quindi risulterebbe in lingua occitana Albert(et) Cailla. L'origine italiana venne in passato attribuita anche da altri autori [italiani ma non francesi] come L. Cerretti e G. Pedroni dove leggiamo di letterati italiani, tra i quali Alberto Quaglia, che, sulle orme dei poeti provenzali, che facevano la spola tra Occitania e Italia settentrionale, presi dalla incantesimo di quella loro arte, ma anche dai facili guadagni ottenuti dai colleghi d'oltralpe, si ingegnavano a scrivere i loro componimenti in lingua occitana.
Tralasciando in parte quanto riferito dall'annotazione biografica contenuta nella sua vida, e cioè che Albertet [diminutivo di Albert] non si fosse mai allontanato dalla sua contrada, la quasi unanime indiscussa origine italiana tributata in passato ad Albertet Cailla sembra ruotare in parte attorno all'equivoco che veniva a crearsi tra le parole Albi, albigese e Albenga...
L'abate Quadrio infatti, sulla scorta probabilmente di quanto ricorda della vida del trovatore, ci dice che...
 Lo Spotorno ci dice che Quadrio cadde in errore:
Di tale origine ne parla miticamente Girolamo Rossi:
Lo Spotorno aggiunge:
Giulio Bertoni ne risolve l'equivoco attestando che un certo numero di...